# Взятие Триполи (1911)
Взятие Триполи (ит. Presa di Tripoli) в октябре 1911 года — первое сухопутное сражение Итало-турецкой войны.
После официального объявления войны 29 сентября 1911 года итальянская военно-морская эскадра под командованием адмирала Луиджи Фаравелли начала патрулирование ливийского побережья и порта Триполи.
2 октября 1911 года адмирал Луиджи Фаравелли потребовал от турецкого гарнизона сдачи города. Под прикрытием переговоров турецкий полковник Несет-бей вывел все войска, находившиеся в городе, около 2000 человек, и тайно перебросил их в Эль-Азизия, примерно в 10 км от Триполи.
На следующий день, после того как турки отклонили требование о капитуляции, начался обстрел турецких фортов. Бомбардировка фортов продолжалась до вечера, сильно повредив их и заставив замолчать артиллерию. Убедившись в отсутствии реакции противника, морской десант, 1600 человек, высадившийся под командованием капитана первого ранга Умберто Каньи, заняли главные форты города. Каньи, перемещавшему свои войска из одной части города в другую, удалось создать у турок впечатление о многочисленности высадившихся войск.
В ночь с 9 на 10 октября турецкая армия при поддержке ливийских иррегулярных войск атаковала итальянцев южнее Триполи в районе колодцев Бу Мелианы, которые снабжали город. Атака была отражена при поддержке артиллерийского огня с кораблей, стоявших в гавани. Неудачное турецкое нападение побудило итальянскую армию ускорить операции по переброске войск в Триполи.
11 октября в порт прибыли пароходы «Америка» и «Верона» и крейсер «Варезе», которые высадили шесть батальонов пехоты, всего 4800 человек. На следующий день прибыла остальная часть конвоя. С прибытием нового подкрепления из Италии экспедиционный корпус под командованием генерала Карло Канева стал насчитывать 35 000 человек.